# Аджамка (село)
Аджа́мка — село в Україні, центр Аджамської сільської громади Кропивницького району Кіровоградської області.
Розташоване на річці Аджамці, лівій притоці Інгулу, за 21 км від Кропивницького за 11 км від залізничної станції Медерове. З обласним центром сполучена автошляхом. У селі річка Чорна та Балка Моренцева впадають у річку Аджамку.
Населення — 4010 осіб.

## Історія
Поселення засноване козаками.
У 1754—1759 й 1761—1764 село входило до складу Слобідського козацького полку.
У 1769 році село було спалене військом Кирим Ґерая.
В Аджамці діяла Покровська церква, відома її метрична книга на 1788 рік, ієрей Йосип Лихановський, на 1791 рік — ієрей Василь Улевич.

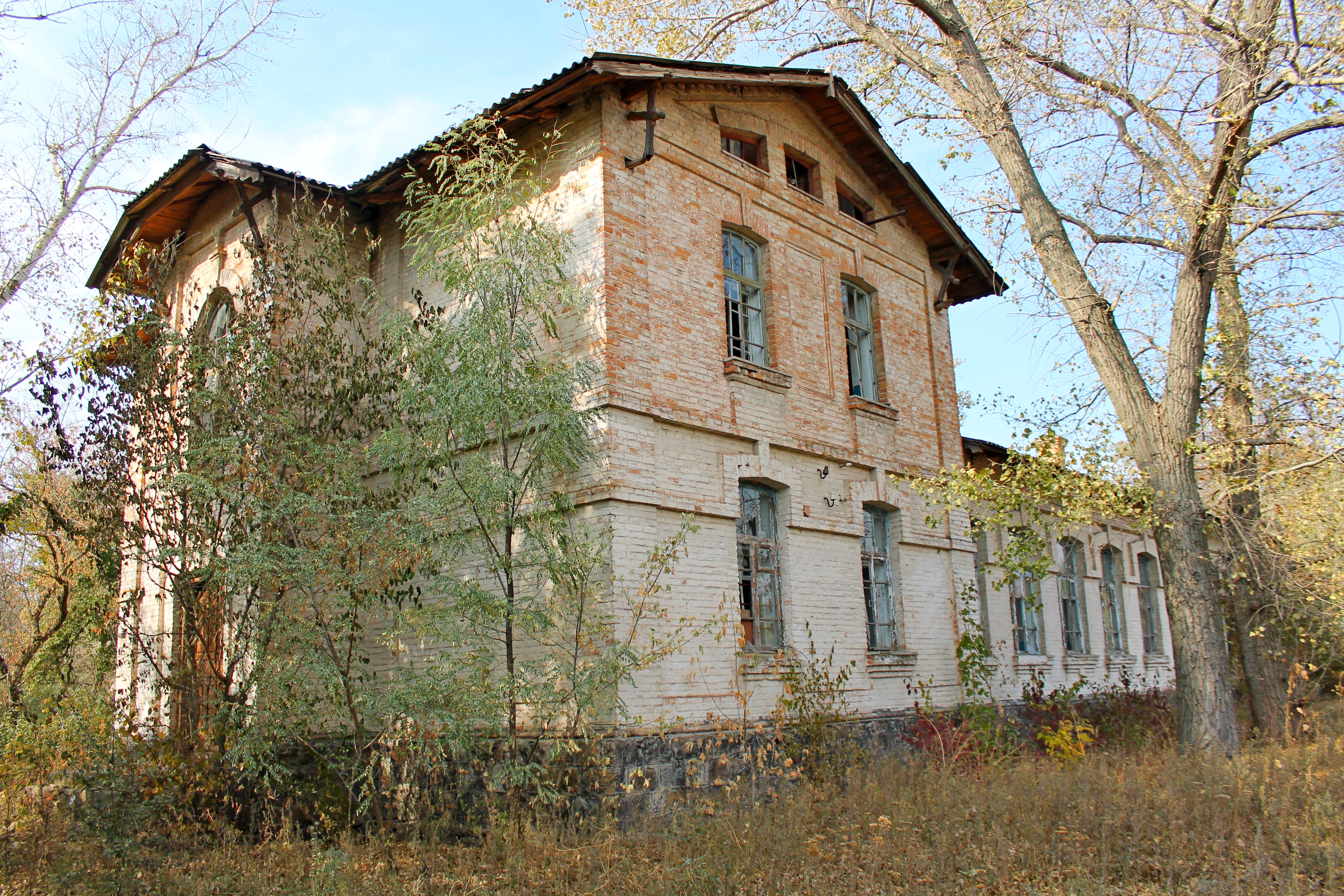
Колишня школа збудована 1900 року

Станом на 1886 рік у містечку, центрі Аджамської волості Олександрійського повіту Херсонської губернії, мешкало 6508 осіб, налічувалось 1142 дворових господарства, існували 2 православні церкви, церковноприходська школа, відкрита у 1885 році, 16 лавок, відбувався щорічний ярмарки 1 жовтня та базари щоденно. За 12 верст — залізнична станція.
За даними 1894 року у містечку мешкало 10 182 особи (5165 чоловічої статі та 5017 — жіночої), налічувалось 1405 дворових господарств, існували 2 православні церкви, 2 церковнопарафіяльні й земська школи на 288 учнів (262 хлопчики й 26 дівчаток), земська поштова станція, лікарня, лікар й фельдшер, паровий млин, 5 хлібних комор, лісовий склад, гуртовий склад вина й спирту, 19 лавок, 3 питних заклади, відбувалось 4 ярмарки на рік й базари 162 дні на рік.
За переписом 1897 року кількість мешканців зросла до 9745 осіб (4837 чоловічої статі та 4908 — жіночої), з яких 9457 — православної віри.
1917—1922 рр. — період визвольних змагань за самостійну Україну, з 1922 р. — початок геноциду українського народу, населення піддається репресіям, Голодоморам, винищенню. Кількість мешканців постійно зменшується.
В роки Другої Світової вiйни в с. Аджамка дiяло антифашистське пiдпiлля на чолi з Iваном Щирим. Пiдпiлля було викрите зрадником, а його  учасники розстрiлянi: 
Щирий Iван Андрiйович, 1914 р.н. с. Аджамка. Учасник пiдпiльно-диверсiйної  группи. Розстрiляний гiтлерiвцями в 1942 р. 
Ткачов Леонiд Маркович, 1924 р.н. с. Аджамка. Учасник пiдпiльно-диверсiйної  группи. Розстрiляний гiтлерiвцями в 1942 р.
Сушко Василь Митрофанович, 1916 р.н. с. Аджамка. Учасник пiдпiльно-диверсiйної  группи. Розстрiляний гiтлерiвцями в 1942 р. 
Скрипниченко Юхим Якович, 1918 р.н. с. Аджамка. Учасник пiдпiльно-диверсiйної  группи. Розстрiляний гiтлерiвцями в 1942 р.
Одут Михайло Семенович, 1924 р.н. с. Аджамка. Учасник пiдпiльно-диверсiйної  группи. Розстрiляний гiтлерiвцями в 1942 р.
Линченко Дмитро Пилипович, 1920 р.н. с. Аджамка. Учасник пiдпiльно-диверсiйної  группи. Розстрiляний гiтлерiвцями в 1942 р.
Доленко Iван Григорович, 1923 р.н. с. Аджамка. Учасник пiдпiльно-диверсiйної  группи. Розстрiляний гiтлерiвцями в 1942 р.
Гармаш Оксенiя Дорофiївна, 1920 р.н. с. Аджамка. Учасниця пiдпiльно-диверсiйної  группи. Розстрiляна гiтлерiвцями в 1942 р.
Авраменко Вiктор Дмитрович, 1925 р.н. с. Аджамка. Учасник пiдпiльно-диверсiйної  группи. Розстрiляний гiтлерiвцями в 1942 р.

## Населення
Згідно з переписом УРСР 1989 року чисельність наявного населення села становила 4386 осіб, з яких 2070 чоловіків та 2316 жінок.
За переписом населення України 2001 року в селі мешкало 4008 осіб.

### Мова
Розподіл населення за рідною мовою за даними перепису 2001 року:
| Мова       | Відсоток |
| ---------- | -------- |
| Українська | 95,99 %  |
| Російська  | 3,14 %   |
| Молдовська | 0,32 %   |
| Білоруська | 0,12 %   |
| Угорська   | 0,05 %   |
| Болгарська | 0,02 %   |
| Гагаузька  | 0,02 %   |
| Інші       | 0,34 %   |

## Символіка
Затверджена 25 грудня 2015 р. рішенням № 52 сесії сільської ради. Автори — К. В. Шляховий, В. Філімонов.

### Герб
Лазуровий хвилястий звужений стовп зі срібною нитяною облямівкою ділить щит на зелене та червоне поля; у першому полі — срібна стріла у стовп вістрям догори, охоплена знизу срібною підковою; у другому полі — два золоті уширені хрести, один над одним. Щит обрамований декоративним картушем і увінчаний золотою сільською короною. Стовп відображає річку Аджамку. Срібна підкова нагадує про буремне історичне минуле і є символом щастя та надії на світле майбутнє. Стріла — знак цілеспрямованості, швидкості та невідворотності. Уширені геральдичні хрести в українській традиції вважаються козацькими та символізують приналежність до християнської віри.

### Прапор
Квадратне полотнище складається з п'яти вертикальних смуг — зеленої, білої, синьої, білої та малинової, розділених між собою хвилеподібно (7:1:4:1:7).

## Відомі особистості
У селі народилися:
- Аристархов Дмитро Аврамович — Герой Радянського Союзу.
- Аров Борис Лазарович — спортивний журналіст.
- Крикуненко Олександр Маркович — професор.
- Куроп'ятник Віктор Миколайович (1973—2018) — старший сержант Збройних сил України, учасник російсько-української війни.
- Литвиненко Леонід Андрійович — артист театру.
- Маринський Іван Антонович — Герой Радянського Союзу.
- Саватій — архієрей Російської православної старообрядницької церкви.
- Коваленко Марія Володимирівна — оперна співачка, заслужена артистка УРСР.
- Ракицький Костянтин Васильович — Заслужений будівельник України(2007), працював виконробом, директором, головним інженером «Кам'янець-Подільської УкрРеставрації». Народився 1 липня 1939 року.

## Пам'ятки
Поблизу села розташовано орнітологічний заказник місцевого значення Аджамський.